# Rocío Mora
Rocío Mora (Quito, Pichincha, Ecuador, 25 de diciembre de 1989) es una futbolista ecuatoriana que juega como Defensa y Delantera, y su actual equipo es el Quito F.C. de la Súperliga Femenina de Ecuador.

## Trayectoria

### Espuce
En el año 2013 se inició en el futbol profesional en el club Espuce, permaneció allí durante 5 años y participó en la Copa Libertadores Femenina 2015.

### Club Deportivo El Nacional
En el 2019 fichó por el Club Deportivo El Nacional, en el año 2020 se coronó por primera vez campeona de la Superliga Femenina.

### Quito F.C.
En el año 2021 fichó por el Club Quito F.C.

## Selección nacional
Ha sido internacional con la Selección femenina de fútbol de Ecuador.

### Participaciones en Copa América
| Copa América               | Sede    | Resultado    | Partidos | Goles |
| -------------------------- | ------- | ------------ | -------- | ----- |
| Copa América Femenina 2010 | Ecuador | Primera Fase |          |       |

## Clubes
| Club                       | País    | Año           | Part. | Goles |
| -------------------------- | ------- | ------------- | ----- | ----- |
| Espuce                     | Ecuador | 2013 - 2018   |       | ...41 |
| Club Deportivo El Nacional | Ecuador | 2019 - 2020   | 24    | 8     |
| Quito F.C.                 | Ecuador | 2021 - Actual | 10    | 1     |
| Total                      | Total   | Total         |       | 50    |

Actualizado al 11 de septiembre del 2021.

## Palmarés

### Títulos nacionales
| Título                                        | Club                       | País    | Año  |
| --------------------------------------------- | -------------------------- | ------- | ---- |
| Súperliga Ecuatoriana de Fútbol Femenino 2020 | Club Deportivo El Nacional | Ecuador | 2020 |